# Сергалиев, Нурлан Хабибуллович
Нурлан Хабибуллович Сергалиев (каз. Нұрлан Хабиболлаұлы Серғалиев; род. 24 декабря 1969, Каменка, Уральская область) — казахстанский учёный агроном, агроэколог; кандидат биологических наук (1994), профессор. Лауреат Государственной премии Республики Казахстан имени аль-Фараби в области науки и техники (2015).

## Биография
Нурлан Хабибуллович Сергалиев родился 24 декабря 1969 года в селе Таскала Таскалинского района Западно-Казахстанской области в семье сельских учителей.
В 1985 году по окончании Белоглинской средней школы поступил в Уральский сельскохозяйственный техникум, который с отличием окончил в 1989 году.
В 1989 году поступил в Московскую сельскохозяйственную академию имени К. А. Тимирязева на специальность «Агрономия», который окончил с красным дипломом в 1994 году и получил квалификацию агроэколога.
В 1994 году обучался на очном отделении аспирантуры Всероссийского НИИ удобрений и агропочвоведения и получил ученую степень кандидата биологических наук.
С 1998 по 2000 годы — старший преподаватель кафедры агрохимии, почвоведения и земледелия Западно-Казахстанского агроуниверситета.
С 2000 по 2003 годы — заместитель декана факультета агробизнеса и экологии, заместитель директора аграрно-технического института ЗКГУ.
С 2004 по 2017 годы — декан факультета агробизнеса и экологии, руководитель отдела науки и международных связей, директор Инкубационного центра, директор научно-исследовательского института, проректор по научной работе, председатель правления-ректор в Западно-Казахстанском аграрно-техническом университете имени Жангир хана.
С февраль 2014 по ноябрь 2017 годы — ректор Западно-Казахстанского аграрно-технического университета им. Жангир хана.
С 21 мая 2018 года — ректор Западно-Казахстанского государственного университета им. М.Утемисова.
С март 2016 года — депутат Западно-Казахстанского областного маслихата VI созыва от Жангирханского избирательного округа № 30 (город Уральск).
С март 2019 года — член Политического совета партии «Нур Отан».

## Научные, литературные труды
Автор учебно-методических пособий для обучающихся вузов по-специальностям: «Экология», «Почвоведение», «Ихтология и рыбоводство» и опубликовал более 100 научных статей.
По гранту международного фонда «Евразия» организовал в университете инновационно-консалтинговый центр (2004).

## Награды и звания
- 2009 — нагрудный знак «Почётный работник образования Республики Казахстан»
- 2009 — нагрудный знак «За заслуги в развитии науки Республики Казахстан»
- 2015 — Юбилейная медаль «Қазақстан халқы Ассамблеясына 20 жыл»
- 2015 — Государственная премия Республики Казахстан имени аль-Фараби в области науки и техники за цикл научно-исследовательских работ по разработке научно-технических основ и создание инфраструктуры осетроводства в Казахстане.[3][4]